# 컷 더 로프
컷 더 로프(Cut the Rope)는 엔터테인먼트 기업 젭토랩이 여러 플랫폼과 장치들을 대상으로 개발한 물리 기반 퍼즐 비디오 게임의 애니메이션 시리즈이다.

## 릴리스
- Cut the Rope 컷 더 로프(2010년, Chillingo 배급)
- Cut the Rope Premium 컷 더 로프 프리미엄(2010년)
- Cut the Rope: Experiments 컷 더 로프: 엑스퍼리먼트(2011년)
- Cut the Rope: Time Travel 컷 더 로프: 시간여행(2013년)
- Cut the Rope 2 컷 더 로프 2(2013년: iOS, 2014년: 안드로이드)
- Cut the Rope 2 컷 더 로프 2유료(2013년)
- Cut the Rope 2 for Kakao 컷더로프 2 카카오(2013년)
- Cut the Rope: Triple Treat 컷 더 로프 트리플 트리드(닌텐도 3DS 2014년)
- Om Nom Candy: Flick 옴놈 캔디 플릭(2015년)
- My Om Nom 마이 옴놈(2014년: iOS, 2015년: 안드로이드)
- Cut the Rope: Magic 컷 더 로프: 매직(2015년)
- Om Nom Toons 옴놈 툰즈(2016년)
- Om Nom: Merge 옴놈: 머지(2019년)
- Where's Om Nom? 어디있니, 옴놈?(2019년 VR게임)
- Om Nom: Run 옴놈: 런(2020년)

## 레벨 팩
| 게임                      | 박스 수 | 박스 당 레벨               | 성취                                | 전체 레벨 | 전체 스타 | 슈퍼파워 전체 스타 |
| ------------------------- | ------- | -------------------------- | ----------------------------------- | --------- | --------- | ------------------ |
| Cut the Rope              | 17      | 25                         | 76 (Candy Feast & Candy Flick 포함) | 425       | 1275      | 1700               |
| Cut the Rope: Experiments | 8       | 25                         | 28                                  | 200       | 600       | 800                |
| Cut the Rope: Time Travel | 12      | 15(Parallel Universe 제외) | 42                                  | 180       | 540       | 720                |
| Cut the Rope 2            | 7       | 24                         | 25                                  | 168       | 504       | -                  |
| Cut the Rope: Magic       | 7       | 다양함 (최소 15)           | 8                                   | 178       | 480       | -                  |

## 옴놈 이야기
옴놈 이야기(Om Nom Stories)는 2010년에 출시한 카툰으로 지금은 시즌15 니블 놈 시리즈이다.
유튜브(금요일 약 11시 업로드)와 TV체널CITV에서 방영한다.(특징은 모든 시즌을 10화로 끝낸다)

### 시리즈
- 1기: 이상한 택배 - 컷 더 로프(2010년 완결)
- 2기: 시간여행 - 컷더로프: 시간여행(2013년 완결)
- 3기: 예기치 못한 모험 - 컷 더 로프 2(2014년 완결)
- 4기: 매직 - 컷 더 로프: 매직(2015년 완결)
- 5기: 세계여행 - 컷 더 로프(2015년 완결)
- 6기: 비디오 블로그 - 컷 더 로프(2015년 완결)
- 7기: 꿈의 직업 - 컷 더 로프(2016년 완결)
- 8기: 슈퍼놈즈(2016년 끝)
- 9기: 슈퍼놈즈2(2016년 끝)
- 10기: 슈퍼놈즈3(2016년 끝)
- 11기: 슈퍼놈즈4(2016년 끝)
- 12기: 슈퍼놈즈5(2017년 끝)
- 13기: 슈퍼놈즈 뉴 시리즈(2018년 끝)
- 14기: 슈퍼놈즈 뉴 시리즈2(2019년 완결)
- 15기: 니블 놈 - 컷 더 로프(2020년 끝)
- 16기: 니블 놈2 - 컷 더 로프(2020년 끝)
- 17기: 니블 놈3 - 컷 더 로프(2020년 시작)

### 기타
- 에피소드 00 옴놈 & 고양이 - 컷 더 로프(2010년)
- 360° VR 옴놈 & 니블 놈 - 컷 더 로프(2015년)
- 영어(영국어)와 함께하는 옴놈 시리즈 - 컷 더 로프(2015년)
- 옴놈: 런 트레일러 #1, #2 - 옴놈: 런(2020년)

## 옴놈: 더 무비
얌냠: 더 무비(Om Nom: the Movie)는 얌냠 시리즈 중 최초의 극장판으로 2016년에 나올 예정이였지만 2023년에 개봉할 예정이다(※확실치 않음).

### 줄거리
얌냠과 에반쿨턴은 평화롭게 살아가고 있었는데 어느날 얌냠은 평화롭던 마을(에반의 거주지)을 큰 혼란에 빠트리고 그로 인헤 에반은 자신의 여동생과 얌냠을 데리고 모험을 떠나야 합니다.

### 등장인물
※주요 등장인물
- 얌냠(옴놈/Om Nom/Ам Ням)
- 에반쿨턴